# Esofagograma

Esofagograma normal

El esofagograma, también denominado trago de bario, es un estudio de gabinete, que consiste tomar radiografías en varias posiciones para obtener imágenes del esófago, con el fin de determinar alteraciones de la anatomía normal, para lo que el paciente ingiere un medio de contraste opaco a los rayos X (generalmente sulfato de bario diluido en agua, en caso de sospecha de ruptura del tracto se utiliza contraste iodado).

Divertículo de Zenker.

- Datos: Q8778407